# Gran Sinagoga de Marsella
La Gran Sinagoga de Marsella (en francès: Grande Synagogue de Marseille) és la sinagoga més gran de Marsella. Es troba prop del carrer Breteuil, en el districte 6, i és el centre religiós dels jueus de Marsella, que és la comunitat jueva més gran del Mediterrani fora d'Israel amb 75.000 membres. En 1855, la construcció de la sinagoga va ser aprovada pel consistori. En 1860, el ministeri de religió, va aprovar els plans de l'arquitecte Nathan Salomon. La sinagoga va ser construïda en 1863, a l'any següent, en 1864 el temple va ser inaugurat. En 2007, el temple va ser classificat com a monument històric.